# Тейлор Гокінс
Олівер Тейлор Гокінс (17 лютого 1972 , Форт-Верт  — 25 березня 2022 , Богота ) — американський музикант, найзнаніший як барабанщик рок-гурту «Foo Fighters», з яким він записав дев'ять студійних альбомів у період з 1999 по 2021 рік. До того, як приєднатися до гурту, в 1997 році, був барабанщиком «Sass Jordan» та «Аланіс Моріссетт», а також барабанщиком у гурті «Sylvia», що грав прогресивну та експериментальну музику.
У 2004 році Гокінс заснував власний сайд-проєкт «Taylor Hawkins and the Coattail Riders», у якому грав на барабанах і співав, випустивши три студійних альбоми в період з 2006 по 2019 рік. 2020 року сформував супергурт NHC разом з учасниками «Jane's Addiction» Дейвом Наварро та Крісом Чейні, де також був головним вокалістом та барабанщиком. Перший альбом гурту має вийти у 2022 році
У 2021 році Гокінса включили до Зали слави рок-н-ролу як учасника «Foo Fighters». 2005 року британський журнал барабанщиків Rhythm назвав його «Найкращим рок-барабанщиком». Помер 25 березня 2022 року в Боготі (Колумбія) на 51-у році життя.

## Раннє життя
Олівер Тейлор Гокінс народився у Форт-Верті штату Техас у США 17 лютого 1972 року. Разом із сім'єю 1976 року переїхав до Лагуна-Біч у Каліфорнії. Тейлор наймолодший із трьох дітей родини. У нього були старші брат Джейсон та сестра Хізер. У 1990 році Тейлор закінчив середню школу Лагуна-Біч, де товаришував з майбутнім вокалістом гурту «Yes» Джоном Девісоном.

## Кар'єра

### Початок кар'єри
Тейлор Гокінс після того як покинув гурт «Sylvia» з округу Ориндж, став барабанщиком «Sass Jordan».
З червня 1995 року по березень 1997 року Гокінс був барабанщиком Аланіс Моріссетт у турі на підтримку Jagged Little Pill та її турне Can't Not. Гокінс знявся у відеокліпах цього гурту «You Oughta Know», «All I Really Want» і «You Learn», а також на VHS/DVD Jagged Little Pill, Live (1997).

### Foo Fighters

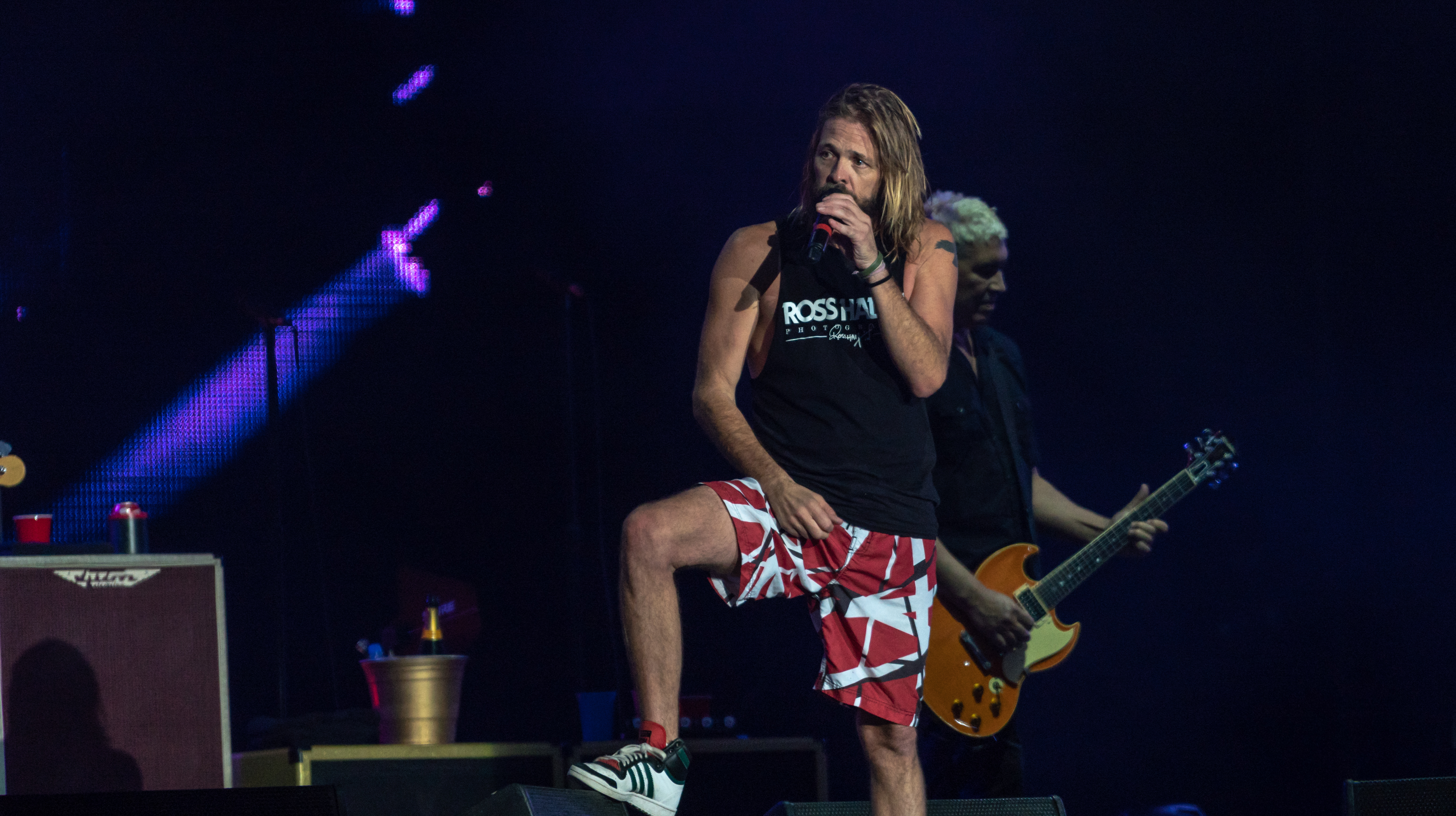
Гокінс співає під час концерту «Foo Fighters» у 2018 році

Після гастролей навесні 1996 року учасники гурту «Foo Fighters» зупинилися в студії в Сіетлі, щоб записати другий альбом разом із продюсером Гілом Нортоном. Під час запису стався конфлікт між Дейвом Ґролом і барабанщиком Вільямом Ґолдсмітом, внаслідок чого Ґолдсміт залишив гурт. Гурт переїхав до Лос-Анджелеса, де перезаписав більшу частину альбому з Гролом на ударних. Альбом, названий The Colour and the Shape вийшов 20 травня 1997 року. Незабаром Ґрол зателефонував Гокінзу, тодішньому знайомому, щоб той порадив будь-кого на місце нового барабанщика гурту. Ґрол вважав, що Гокінс не покине гастрольний гурт Моріссетт, враховуючи, що вона була відомішою «Foo Fighters» на той час. Однак, на подив Грола, Гокінс сам зголосився приєднатися до гурту, пояснивши, що хотів би бути постійним барабанщиком у рок-гурті, а не лише для сольного виконавця. 18 березня 1997 року гурт оголосив, що Гокінс стане новим барабанщиком. Гокінс вперше з'явився з «Foo Fighters» у відеокліпі «Monkey Wrench» 1997 року, хоча пісня була записана до того, як він приєднався до гурту.
Окрім гри на барабанах з «Foo Fighters», Гокінс також був вокалістом, грав на гітарі та клавішних для різних записів. Він уперше виступив із гуртом як вокаліст у кавері на пісню «Pink Floyd» «Have a Cigar». Вийшло дві версії пісні, одна як сторона Б до «Learn to Fly», а інша в альбомі саундтреків Mission: Impossible 2. Пізніше він заспівав пісню «Cold Day in the Sun» з альбому In Your Honor , яка пізніше вийшла як сингл і в кавері на пісню рок-гурту «Cream» «I Feel Free», яка з'явилася на стороні Б «DOA» і у міні-альбомі «Five Songs and a Cover». Гокінс також заспівав кавер-версію пісні Джо Волша «Life of Illusion». Пізніше він виступив вокалістом пісні «Sunday Rain» з альбому Foo Fighters Concrete and Gold 2017 року. Також Тейлор Гокінс був вокалістом багатьох пісень під час живих виступів «Foo Fighters», наприклад, кавер на пісню «Queen» «Somebody To Love» на його останньому концерті з гуртом. Він також брав участь у написанні пісень гуртом і був зазначений як співавтор кожного альбому з моменту There Is Nothing Left to Lose.
Останній виступ Гокінса з «Foo Fighters» перед його смертю відбувся на фестивалі Lollapalooza в Аргентині 20 березня 2022 року. 3 квітня 2022 року Гокінс посмертно виграв три «Греммі» з «Foo Fighters».

### Інші проєкти

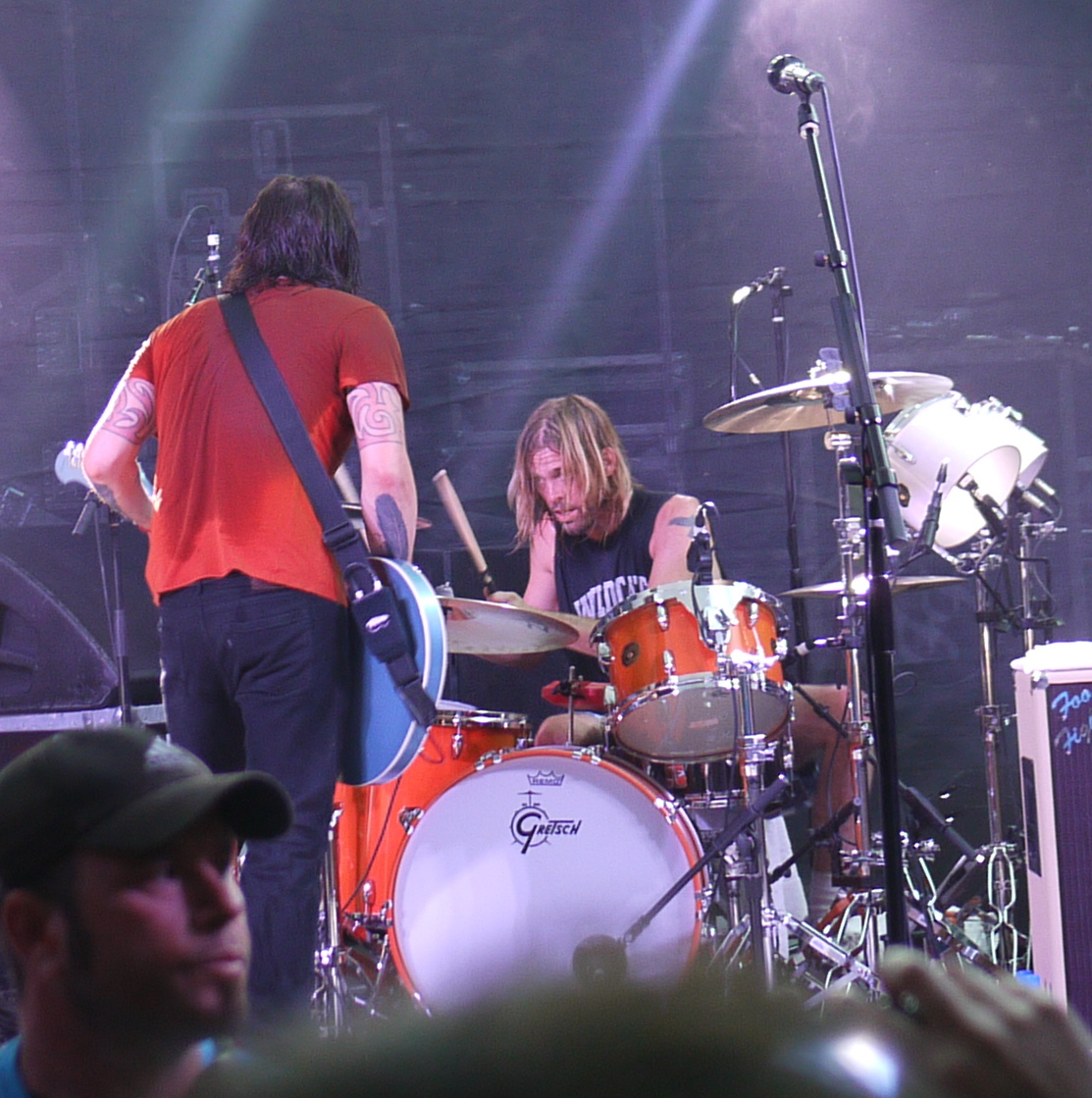
Гокінс грає з Foo Fighters в Остіні, штат Техас, у 2011 році

У 2006 році Гокінс випустив однойменний альбом у сайд-проєкті «Taylor Hawkins and the Coattail Riders». Тейлор Гокінс і Coattail Riders згодом випустили ще два студійні альбоми: Red Light Fever у 2010 році та Get the Money у 2019 році Час від часу він грав з кавер-групою Police, яка по черзі називалася «The Cops» і «Fallout». На Live Earth у 2007 році Гокінс був частиною SOS Allstars разом з Роджером Тейлором з Queen та Чедом Смітом з Red Hot Chili Peppers.
Гокінс записав барабанні партії для альбому гурту Coheed і Cambria Good Apollo, I'm Burning Star IV, Volume Two: No World for Tomorrow, оскільки постійний барабанщик гурту Кріс Пенні не міг записати через умови контракту. Гокінс також гастролював з Coheed і Cambria кілька місяців після виходу альбому. Крім того Гокінс грав на барабанах у першому сольному альбомі Еріка Ейвері (раніше з Jane's Addiction) Help Wanted та в альбомі Керрі Елліс Wicked in Rock. Гокінс та Грол удвох грали на ударних під час запису альбому Harmony & Dissidence — третьому альбомі сайд-проєкту товариша по групі Foo Fighters Кріса Шифлетта, Jackson United
Гокінс брав участь у записі пісні «Cyborg» із сольного альбому гітариста Queen Браяна Мея «Another World», а також на концерті каналу кабельного телебачення VH1 Rock Honors у 2006 році, поки Queen виконував «We Will Rock You». І він, і Дейв Грол грали на барабанах. Тейлор був на бек-вокалі під час запису Queen + Пол Роджерс «C-lebrity». Гокінс під час запису сольного альбому Слеша Slash, в 2010 році, виконав бек-вокал пісні «Crucify the Dead», за участю Оззі Осборна.
Гокінс завершив незакінчений запис пісні барабанщика Beach Boys Денніса Вілсона під назвою «Holy Man», написавши та заспівавши новий текст. Запис, до якого також долучилися Браян Мей та Роджер Тейлор із Queen, вийшов як сингл до Record Store Day у 2019 році.
Поки «Foo Fighters» призупинили виступи в 2013 році, Гокінс створив рок-гурт під назвою «Chevy Metal».

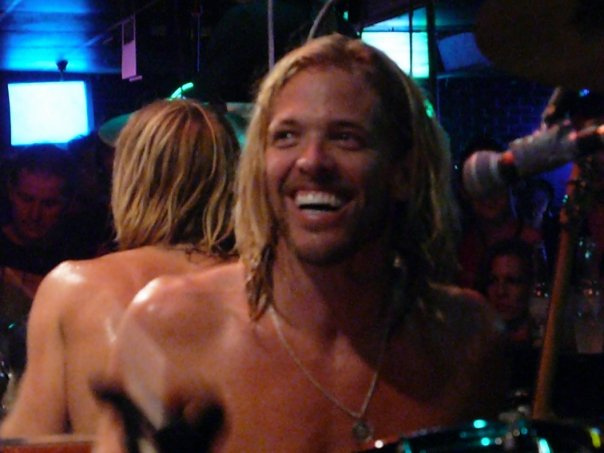
Гокінс у 2012 році

У 2013 році відбувся акторський дебют Гокінса в ролі Іггі Попа в рок-фільмі CBGB. Цього ж року Гокінс записав ударні в останній пісні Васко Россі «L'uomo più semplice». Вона вийшла 21 січня 2013 року в Італії.
У березні 2014 року Гокінс оголосив про свій новий сайд-проєкт під назвою «Птахи Сатани». У ньому брали участь колега з гурту з Chevy Metal, Вайлі Ходжден грав на бас-гітарі та співав, а також гітарист Мік Мерфі з Chevy Metal. Дебютний альбом групи з однойменною назвою вийшов у квітні 2014 року на вечірці з нагоди випуску в «Rock n Roll Pizza» за участю «Foo Fighters», які виступили як гості з кавер-версіями.
В інтерв'ю Radio X Гокінс розповів, що він спочатку думав розвивати сольні проєкти в дуетах із співачками. Гокінс запросив інших зірок заспівати під час запису альбому Taylor Hawkins і Coattail Riders Get the Money, наприклад, Ліенн Раймс, яка співала одну з його пісень під іменем «CU In Hell». Loudwire назвав альбом одним із 50 найкращих рок-надій 2019 року Серед інших музикантів, які брали участь у його проєктах, були Роджер Тейлор, Браян Мей, Дейв Грол, Ненсі Вілсон, Джо Волш, Кріссі Хайнд та багато інших.
У 2021 році Гокінс та учасники Jane's Addiction Дейв Наварро та Кріс Чейні створили супергурт під назвою NHC. Описаний Гокінсом як «середній між Rush та Faces», гурт дебютував у вересні 2021 року на фестивалі Ohana Едді Веддера з колегою Тейлора по гурту Foo Fighters Петом Сміром на додатковій гітарі. У 2021 році гурт записав альбом, реліз якого запланований на 2022 рік.
У жовтні 2021 року під час запису пісні «E-Ticket» із студійного альбому Елтона Джона «The Lockdown Sessions» Гоукінс грав на барабанах.
Разом з іншими учасниками «Foo Fighters» Гокінс знявся в комедійному фільмі жахів «Студія 666», який побачив світ 25 лютого 2022 року.

## Вплив

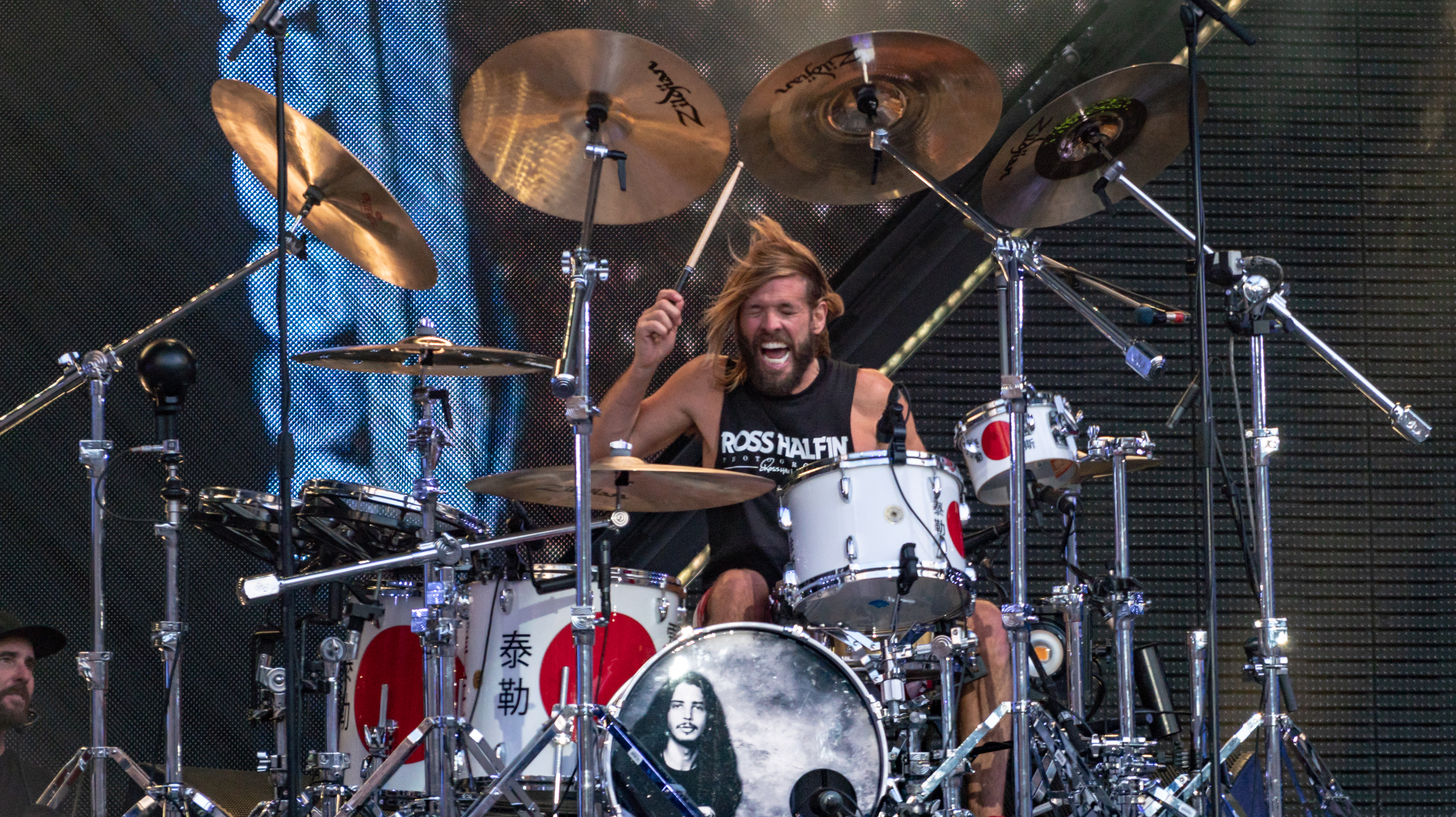
Виступ Гокінса у 2018 році

Гокінс стверджував, що став барабанщиком, головним чином, під впливом таких рок-барабанщиків, як Філ Коллінз з гурту Genesis, Стюарт Коупленд з The Police, Budgie of Siouxsie and the Banshees, якого він обожнював і з яким згодом потоваришував, а також Роджер Тейлор з Queen, Стівен Перкінс з Jane's Addiction, Рінго Старр з The Beatles, Джим Гордон з Derek and the Dominos, Ніл Пірт з Rush, а також Алекс Ван Гален з Van Halen..
Колись Гокінс був запрошеним редактором Rhythm і брав інтерв'ю у Коллінза, Коупленда, Тейлора та Перкінса для цього випуску.
Тейлор Гокінс згадував: «Саме завдяки Рашу я потрапив у «Genesis». Після прослуховування Ніла, я купив концертний альбом Seconds Out, який вийшов у 1977 році. Це просто неймовірно. Не тільки чути гру Філа Коллінза на барабанах, а й його вокал. Деякі люди досить погано відгукуються про нього за те, що він «наважився» взяти на себе цю роль після того, як Пітер Ґебріел пішов з гурту, але ви просто почуєте, як він тут звучить. Принадність цього альбому в тому, що він включає пісні з … A Trick of the Tail, першого альбому Genesis обійшовся без Ґебріела. Коллінз — неймовірний барабанщик. Будь-хто, хто хоче добре грати на барабанах, повинен його послухати й побачити — людина майстер».
Першими двома найголовнішими натхненниками Гокінса стали Роджер Тейлор і Стюарт Коупленд. Він повідомив, що після прослуховування різних стилів цих двох барабанщиків побачив широкий спектр стилю гри на барабанах. У молодості Тейлор Гокінс також грав, слухаючи пісні по радіо чи на платівках, як-от Queen's News of the World, щоб покращити свої навички.

## Особисте життя
Гокінс і його дружина Елісон одружилися в 2005 році У шлюбі народилися троє дітей: Олівер, Аннабель та Еверлі. Вони проживали в Гідден-Гілсі у Каліфорнії, після переїзду з каньйону Топанга в 2012 році.
У серпні 2001 року Гокінс передозувавався героїном, через що два тижні перебував у комі. Його найкращий товариш та колега Дейв Ґрол, перебував весь цей час біля лікарняного ліжка в Лондоні, поки Гокінс не прийшов до тями. Ґрол говорив, що готовий кинути музику, поки Гокінс перебував у лікарні. У документальному фільмі «Foo Fighters: Back and Forth» 2011 року він також розповів, що написав пісню «On the Mend» з альбому гурту 2005 року «In Your Honor» про Гокінса, коли той був у комі. Розмовляючи з ведучим Beats 1 Меттом Вілкінсоном у 2018 році про цей випадок, Гокінс сказав: «Я багато гуляв. Я сам по собі не був наркоманом, але гуляв. Був рік, коли вечірок стало занадто багато. Дякувати Богу, одного вечора цей хлопець сказав мені не ту фразу, і я прокинувся з думкою: „Що в біса, сталося?“ Це був справжній момент зміни для мене». У тому ж інтерв'ю Гокінс також сказав, що він був тверезим
Тейлор Гокінс був другом дитинства нинішнього вокаліста «Yes» Джона Девісона. Саме Гокінс запропонував Девісона басисту «Yes» Крісу Сквайру ще до відходу на заміну вокаліста Бенуа Девіда. «Як не дивно, ім'я Джона з'явилося, коли ми почали працювати з Бенуа», — згадував Сквайр. «Насправді, мій друг Тейлор Гокінс роками говорив мені: «Якщо тобі коли-небудь знадобиться заміна (співака), я точно знаю цього хлопця».

## Смерть
25 березня 2022 року медичну допомоги викликали в готель Four Seasons Casa Medina в Боготі (Колумбія), де Гокінс страждав від болю в грудях у своєму готельному номері. Медичний персонал прибув і виявив, що Гокінс вже не реагує; вони провели серцево-легеневу реанімацію, але вона не дала результату. Медики оголосили Гокінса мертвим. Причина смерті не була названа.
Наступного дня попередній токсикологічний тест сечі показав, що на момент смерті в організмі Гокінса було десять речовин, включаючи опіоїди, бензодіазепіни, трициклічні антидепресанти і ТГК — психоактивну сполуку канабіса.

### Ушанування
The Foo Fighters оголосили про смерть Тейлора Гокінса у Twitter 25 березня 2022 року, написавши, що «його музичний дух і заразливий сміх житиме з усіма нами вічно». 29 березня гурт скасував усі свої майбутні концерти.
У ніч своєї смерті Гокінс мав виступити з Foo Fighters на фестивалі «Estéreo Picnic» у Боготі в рамках їхнього туру по Південній Америці. Фестивальна сцена була вкрита свічками у пам'ять про Гокінса. Фестивальна сцена була уставлена свічками для Гокінса.

## Дискографія
Джерело

### Foo Fighters
- There Is Nothing Left to Lose (1999)
- One by One (2002)
- In Your Honor (2005)
- Echoes, Silence, Patience & Grace (2007)
- Wasting Light (2011)
- Sonic Highways (2014)
- Saint Cecilia (2015)
- Concrete and Gold (2017)
- Medicine at Midnight (2021)

### Тейлор Гокінс та Coattail Riders
- Taylor Hawkins and the Coattail Riders (2006)
- Red Light Fever (2010)
- Get the Money (2019)[66]

### Nighttime Boogie Association
- Long In The Tooth/The Path We're On (пісня) (2020)

### NHC
- Feed The Cruel/Better Move On (пісня) (2021)
- Devil That You Know/Lazy Eyes (пісня) (2021)
- Intakes & Outtakes (мініальбом) (2022)

### The Birds of Satan
- The Birds of Satan (2014)

### Coheed and Cambria
- Good Apollo, I'm Burning Star IV, Volume Two: No World for Tomorrow (2007)

### Соло
- Taylor Hawkins (EP) (записано 1996; не видано)
- Kota (EP) (2016)[67]